# Läderkanon

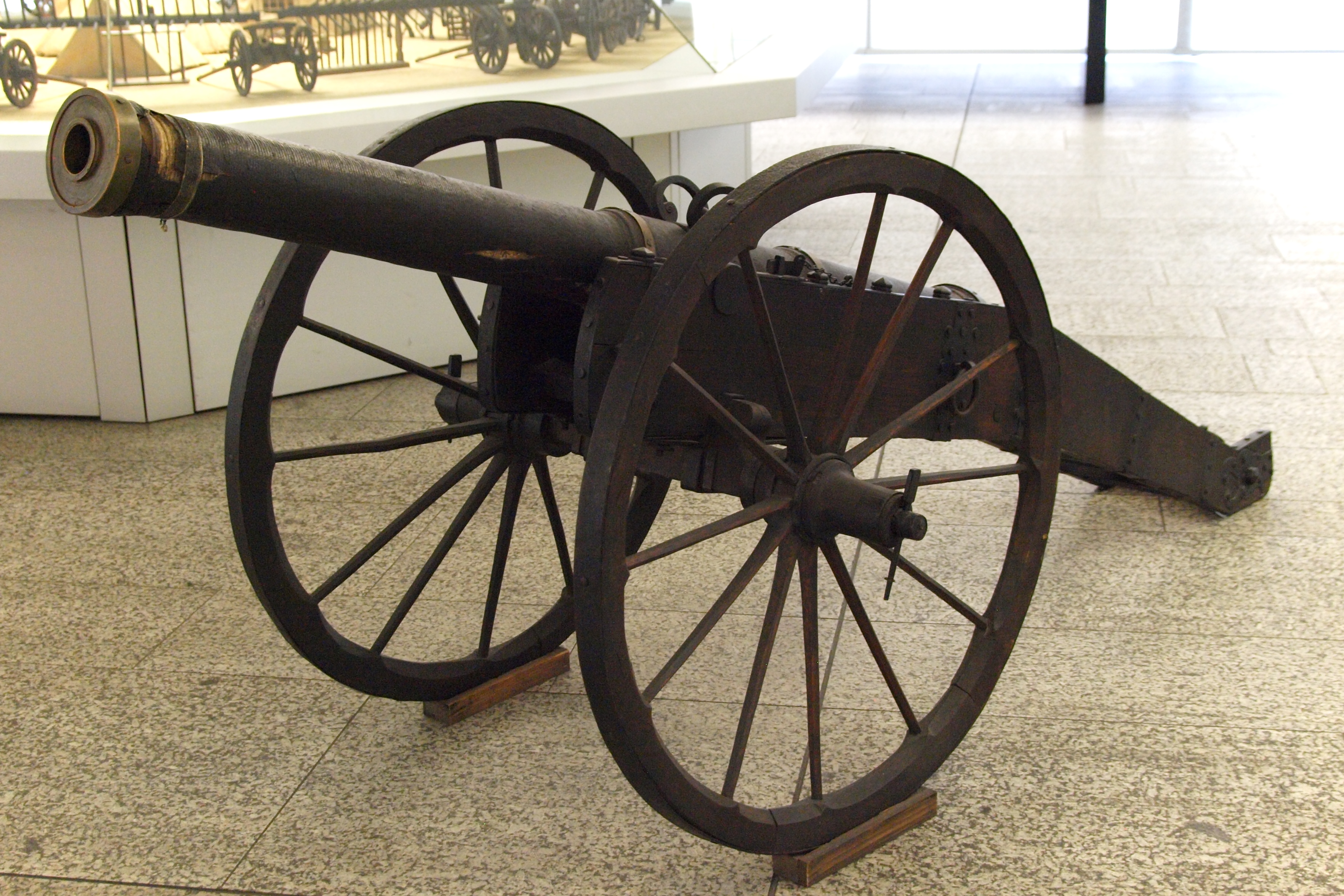
En tysk läderkanon i Germanisches Nationalmuseum.

Läderkanonen var ett kortlivat försök i början av 1600-talet att få fram en lätt fältkanon och samtidigt minska åtgången av metall vid kanontillverkning. Idén var att fylla tomrummet mellan infanteriets musköter och det tunga stationära artilleriet. Försök gjordes av flera arméer mellan 1622 och 1689. I den svenska armen kom den under enbart tre år (1628-1631) till insats.

## Funktion

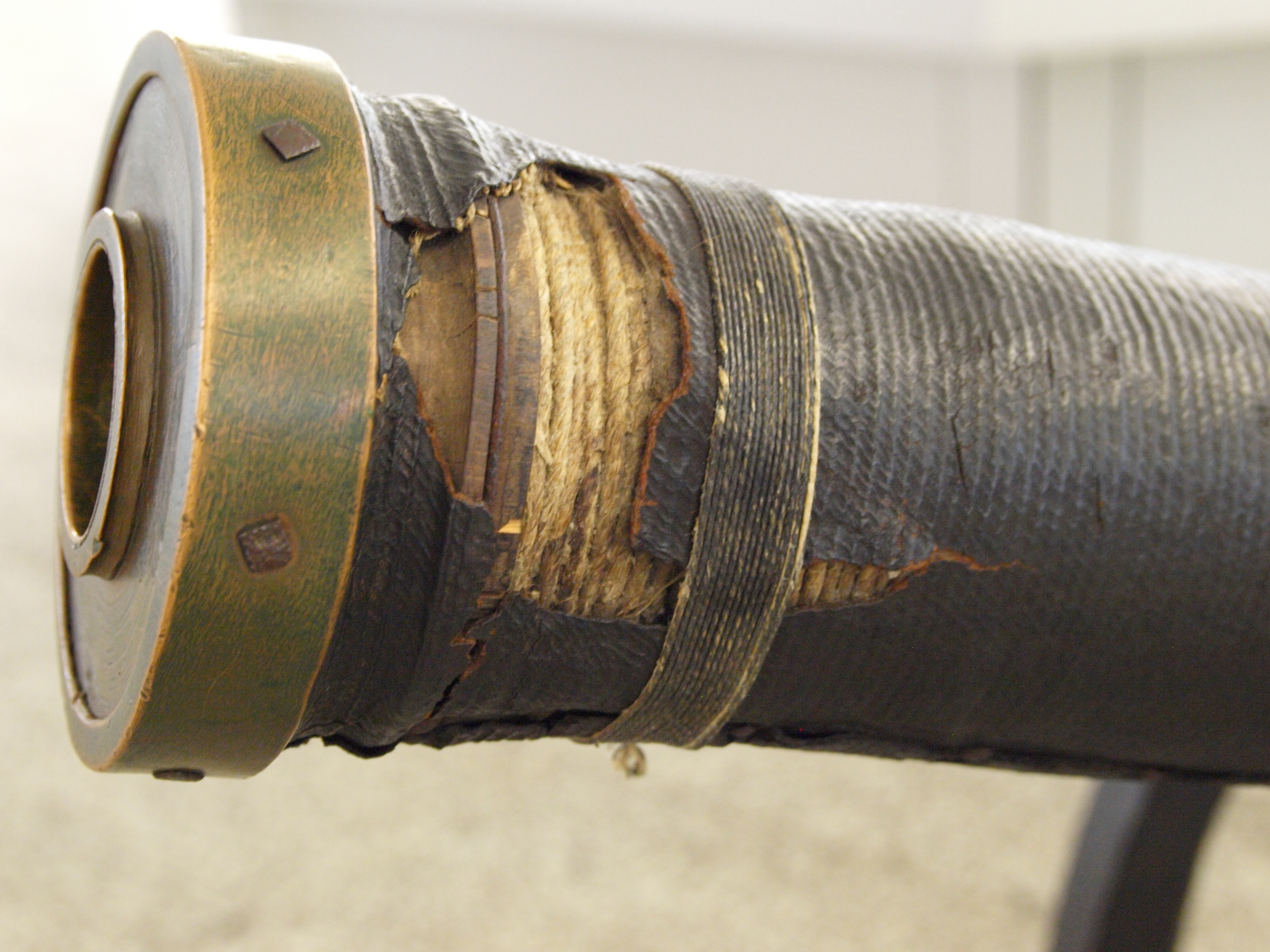
Detalj av en skadad läderkanon.

Kanonen bestod av ett metallrör av brons eller koppar, i mycket tunnare gods än ett vanligt kanonrör på de dåtida kanonerna, omvirat av flera lager läderband och utanpå läderbanden ytterligare förstärkt med rep och metalband. Läderkanonerna måste i efterhand betraktas som ett fiasko. Det tunna godset värmdes upp av krutladdningarna och kulans friktion, läder och rep tjänade som isolering, med följd att kanonen överhettades efter bara några få skott. Det ledde till att kanonröret deformerades så att det var svårt att sikta eller i sämsta fall till att krutladdningen antändes av värmen redan under laddningsmomentet.

## Sverige
De svenska läderkanonerna tillverkades 1627 av översten Melchior von  Wurmbrand på Julita bruk. Han omnämns ofta som uppfinnare till kanonen, vilket är dock inte helt klarlagd. Läderkanonen användes av Gustav II Adolf från och med 1628 i Livland, Pommern och Tyskland, men avskaffades redan 1631.
Erfarenheten av strid med läderkanonerna visade att det fanns mycket att vinna på så lättrörliga kanoner. Före Sveriges deltagande i trettioåriga kriget hade den så kallade lätta regementskanonen utvecklats. Den hade en kaliber på tre skålpund och kunde dras efter en häst eller tre man. Dess räckvidd och eldhastighet var tre gånger större än dåtidens musköter.